# Sa'gya
Sa'gya (chữ Tạng: ས་སྐྱ་རྫོང་; Wylie: sa sgya rdzong; ZWPY: Sa'gya Zong; tiếng Trung: 萨迦县; bính âm: Sàjiā Xiàn, Hán Việt: Tát Già huyện) là một huyện của địa khu Xigazê (Nhật Khách Tắc), khu tự trị Tây Tạng, Trung Quốc.

### Trấn
- Tát Già (萨迦镇)
- Cát Định (吉定镇)

### Hương
| - Mộc Lạp (木拉乡) - Tra Vinh (查荣乡) - Lạp Lạc (拉洛乡) - Tái (赛乡) - Xả Hưu (扯休乡) | - Trát Tây Cương (扎西岗乡) - Hùng Mã (雄玛乡) - Ma Bố Gia (麻布加乡) - Hùng Mạch (雄麦乡) |